# Davidius kumaonensis
Davidius kumaonensis – gatunek ważki z rodziny gadziogłówkowatych (Gomphidae).